# ماسون وليامز (لاعب كرة قاعدة)
ماسون وليامز (بالإنجليزية: Mason Williams)‏ (و. 1991  م) هو لاعب كرة قاعدة، من الولايات المتحدة، ولد في بوتكيت، يلعب كلاعب دفاع ‏.

## روابط خارجية
- ماسون وليامز على موقع دوري كرة القاعدة الرئيسي (الإنجليزية)
- ماسون وليامز على موقعبيزبول رفرنس.كوم (الدوري الرئيسي) (الإنجليزية)
- ماسون وليامز على موقعبيزبول رفرنس.كوم (الدوري الثانوي) (الإنجليزية)
- ماسون وليامز على موقع إي إس بي إن.كوم (أم.أل.بي) (الإنجليزية)
- ماسون وليامز على موقع مشجعي الرسوم البيانية (الإنجليزية)